# Терман, Мойше
Мойше Терман (1874, Могилёв — 6 ноября 1917, Могилёв) — политический деятель, публицист.

## Биография
В 1890-х гг. был среди основателей социалистического молодёжного кружка в Могилёве. В 1898 вступил в организацию Бунд, вёл пропаганду в Вильне, Ковне, Минске (в 1900 член Минского комитета Бунда), Варшаве. В 1903 вернулся в Минск, жил под прикрытием, редактировал партийный орган «Дер Бунд» (1904—1905) и писал статьи для «Дер Варшевер арбетер». В 1905 способствовал изданию первой легальной бундовской газеты «Дер векер» (Вильно). В период с 1906 по 1907 находился в Великобритании. В 1907 вернулся в Варшаву, возглавил местную организацию Бунда, читал лекции в Народном университете. Вскоре был арестован и провёл несколько месяцев в Брест-Литовской крепости, а затем выслан в Могилёв под надзор полиции. В 1908 был представителем от Могилёвской губернии на съезде Бунда в Гродно.
Из-за преследования полиции был вынужден уехать в 1908 в Великобританию, затем в США. Принимал участие в культурно-просветительной жизни еврейских рабочих в Нью-Йорке. В 1912—1917 сотрудничал в еврейской социалистической газете «Дер арбетер» (под редакцией Д. Пинского и И. Шлоссберга), позже член редколлегии журнала «Ди цукунфт» в Нью-Йорке и в течение 14 месяцев помощником редактора А. Лесина. Был среди основателей Еврейской социалистической федерации, принимал участие в издании её периодических изданий «Идишер социалист» и еженедельника «Ди найе велт». В 1912—1914 председатель комитета образования «Арбетер-ринг», редактировал его печатного орган «Ди велт ун ди менчгайт» (Нью-Йорк, 1913). В течение 4 лет соредактор «Еврейского энциклопедического словаря» (Нью-Йорк, 1915).
После Февральской революции 1917 вернулся в Россию, поселился в Петрограде, был секретарём редакции «Голоса Бунда». Из-за обострившейся астмы не смог выдержать петроградский климат и вернулся в родной Могилёв Был избран секретарём городского Совета рабочих и солдатских депутатов.

## Произведения
- «Религия и её развитие» (Нью-Йорк, 1900);
- «Религия и классовые противоречия» (Варшава, 1906);
- «Культура и рабочий класс» (Екатеринослав, 1918)